# Jany Bron
Jany Bron (Werkendam, 25 maart 1920 – 18 juni 2000) was een Nederlands zangeres. Ze is Nederland vooral bekend als zangeres bij The Ramblers.

## Loopbaan
Bron zong o.a. bij The Grasshoppers, het kwartet van Jan Corduwener, het trio van gitarist Jan Mol, het KRO-Dansorkest onder leiding van Klaas van Beeck en het Metropole Orkest, maar in haar carrière als vocaliste was haar twaalfjarige verbintenis met The Ramblers het belangrijkst.
In september 1963 stopte ze met zingen omdat ze het nieuwe repertoire van The Ramblers stilistisch niet interessant vond en niet passend bij haar leeftijd.
Na haar zangcarrière verzorgde Bron als radioproducer de muziek voor o.a. Langs de lijn, Tussen start en finish en Met het oog op morgen. Korte tijd presenteerde ze bovendien het tv-spelletje Hoe langer hoe beter.

## Privé
Bron trouwde twee keer, de tweede keer met musicus/arrangeur Charlie Nederpelt.

## Bladmuziekuitgaven
- Riders in the sky (B.H. Smit, 1949?)
- Love me or leave me (Chappell, 1950?)
- Over 25 jaar (Maestro Music, 1951)
- Foei-foei-foei! (Maestro Music, 1952)
- Toosje van de overhaal (Maestro Music, 1952)
- Ik kan je niet beletten (Maestro Music, 1952)
- Hallo, Hella, hallo (Nagel, 1952)
- De ouwe watermolen (Maestro Music, 1953)
- The bridge of sighs (Basart, 1953)
- Ik kan niet breien (Maestro Music, 1954)
- Ik kom een uurtje later (Maestro Music, 1954)
- Heel mijn hart (CiD, 1958)
- Alleen (CiD, 1958)